# Картун Нетуърк (Обединено кралство и Ирландия)
Вижте пояснителната страница за други значения на Cartoon Network.
Cartoon Network Обединено кралство и Ирландия е канал излъчващ предимно анимационни програми. Стартира на 17 септември 1993 г. като част от Cartoon Network Европа. На 15 октомври 1999 г. започва самостоятелно излъчване във Великобритания и Ирландия.

## Логотипи
- Първото лого, използвано от 17 септември 1993 г. до 10 април 2005 г. Логото се използва и в сегашната визия на канала, но с различен шрифт.
- Второто лого, използвано от 10 април 2005 г. до 26 септември 2010 г.
- Сегашно лого, използвано от 27 септември 2010 г.
- Сегашно лого подобно на оригиналното използвано от 27 септември 2010 г.